# Imbrasia mopsa
Imbrasia mopsa är en fjärilsart som beskrevs av Walker 1855. Imbrasia mopsa ingår i släktet Imbrasia och familjen påfågelsspinnare. Inga underarter finns listade i Catalogue of Life.